# Nebmaatre

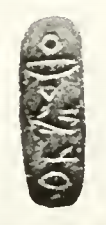
Base de un pequeño amuleto seita con forma de león de Nebmaatre, del museo Petrie.

Nebmaatre (que quiere decir Ra es el señor de Maat) fue un faraón que no se puede ubicar cronológicamente y podría corresponder a alguna de las dinastías entre la dinastía XIII y la dinastía XVII. Lo más probable es que corresponda a la dinastía XVI, correspondiente a gobernantes hicsos.

## Testimonios de su época
Es conocido únicamente por una lámina de cobre en un hacha encontrada en Mostaged.